# دانیل اون
دانیل اون (انگلیسی: Daniel Eon؛ (زادهٔ ۲۰ دسامبر ۱۹۳۹ – درگذشتهٔ ۱۵ مارس ۲۰۲۱) بازیکن فوتبال اهل فرانسه بود.
از باشگاه‌هایی که در آن بازی کرده بود می‌توان به باشگاه فوتبال نانت، و باشگاه فوتبال نانت، اشاره کرد.
وی همچنین در تیم ملی فوتبال فرانسه بازی کرده بود.